# Laguna Verde (Argentina)
La Laguna Verde es el nombre más usual para una de tres lagunas ubicadas en el oeste del departamento Tinogasta, de la provincia de Catamarca en la República Argentina.

## Los volcanes más elevados de la Tierra
La Laguna Verde (y el resto del complejo Salina de la Laguna Verde ocupa el fondo de una cubeta endorreica cuya base está elevada a 4.100 m s. n. m., y próxima al paso de San Francisco aunque otro paso aún más cercano pero menos accesible comunica también con Chile, el paso Tres Quebradas (o paso del Toro Muerto).
Tal cubeta o cuenca tiene entre una de sus particularidades más destacadas el estar rodeada por siete de los doce volcanes más elevados del planeta Tierra y, además, estar en el centro de una región que incluye aún más volcanes gigantes.
Al norte y al noroeste de la Laguna Verde (en torno al paralelo 27°S), formando parte de la cordillera axial de los Andes se extiende un cordón de altísimos volcanes, eternamente nevados que determinan una parte de la frontera argentino-chilena, entre tales volcanes se pueden citar de este a oeste los siguientes: 
- Nevado de Incahuasi
- El Fraile
- El Muerto
- Nevado Ojos del Salado
- Volcán Ata
- Los Nacimientos
- Cerro Bayo
- Solo
- Nevado Tres Cruces

Al oeste igualmente más cumbres: Puntiagudo, Llamas, Los Patos, volcán Azufre y casi cerrando al estrecho valle por el sur, el imponente estratovolcán Pissis.

## Cuenca de la Salina de la Laguna Verde
Esta elevada cuenca endorreica se encuentra subdividida en seis segmentos que se encadenan de norte a sur:
- La Laguna Norte.
- La Salina Norte – extendida al sur en un extenso arenal –
- La Salina Central.
- La Laguna Verde propiamente dicha, bella extensión de agua color verde turquesa, al sur se encuentra un istmo y otro desierto arenoso.
- La Salina Sur.
- La llamada "Laguna Verde Sur" cuyas aguas son en realidad de color marrón obscuro o caramelo.

El conjunto recién reseñado se extiende por más de 40 km, más al sur se encuentra otra pequeña cuenca endorreica en la cual se destaca la laguna de Los Aparejos.

## Turismo
Junto a los atractivos paisajísticos, la región presenta – pese a su aridez – otros: termas derivadas del vulcanismo, grandes posibilidades para la práctica de montañismo y es un excelente teatro natural para la realización de deportes de aventura.

## Accesos
Viniendo por la RN 60 desde Tinogasta en el "km 1321", o desde Fiambalá en el "km 1369", salir de la RN 60 a la altura de Pastos Largos. Allí hay un "Campamento de Vialidad" donde se puede preguntar por el estado de los caminos. Se pasa por el valle del Chaschuil, "Reserva de Guanacos", puesto de Gendarmería en Cortaderas, y de la Policía de la Provincia en Laguna Verde, donde se puede acampar.

### Turismo aventura de expertos
Efectos del apunamiento y del frío: en vehículos, falta absoluta de potencia, no arranca en la mañana (es común en noviembre: - 20 °C de noche, se debe asistir para arrancar); en personas, mínima voluntad de comer y de beber, movimientos lentos, mucho desgano, más graves son náuseas y vómitos, dolor de cabeza jaquecoso.
Se transita por una huella minera abierta por los ingleses durante la Segunda Guerra Mundial para extraer cobre; llegando hasta la Mina Los Aparejos (no figura en muchos mapas). Se puede contratar la excursión en 4x4 para visitar estos lugares, abonando $ 200/día.
Cuando en el camino, se ve un cartel "Refugio", se toma en sentido contrario y aparece el "Paraje Puna Nueva", o "La Coipa". El camino ahora es un lecho de piedras y "cuerno" (única leña del área); transitando por la "Quebrada del Rosillo". Desde esta quebrada se desciende hacia la Laguna de los Aparejos. De frente aparecen las siluetas intermitentes de los cerros Bonete y Negro de la Laguna. A su izq. la parte más baja del Monte Pissis. La huella que sigue ya no es la inglesa, sino una continuación hecha por la "Empresa El Dorado".
El camino deja a un costado la laguna y sube mucho hasta que aparecen a la vista ambas lagunas. Primero la Laguna Verde. Por la zona hay vicuñas. La laguna tiene dimensiones muy grandes.
Si se sigue se llega a la Laguna Azul, con su color azul cobalto característico, y con el cerro Loza al fondo, el Tres Quebradas a la izquierda y el Aguas Calientes por derecha.